# Maria Aurora von Königsmarck

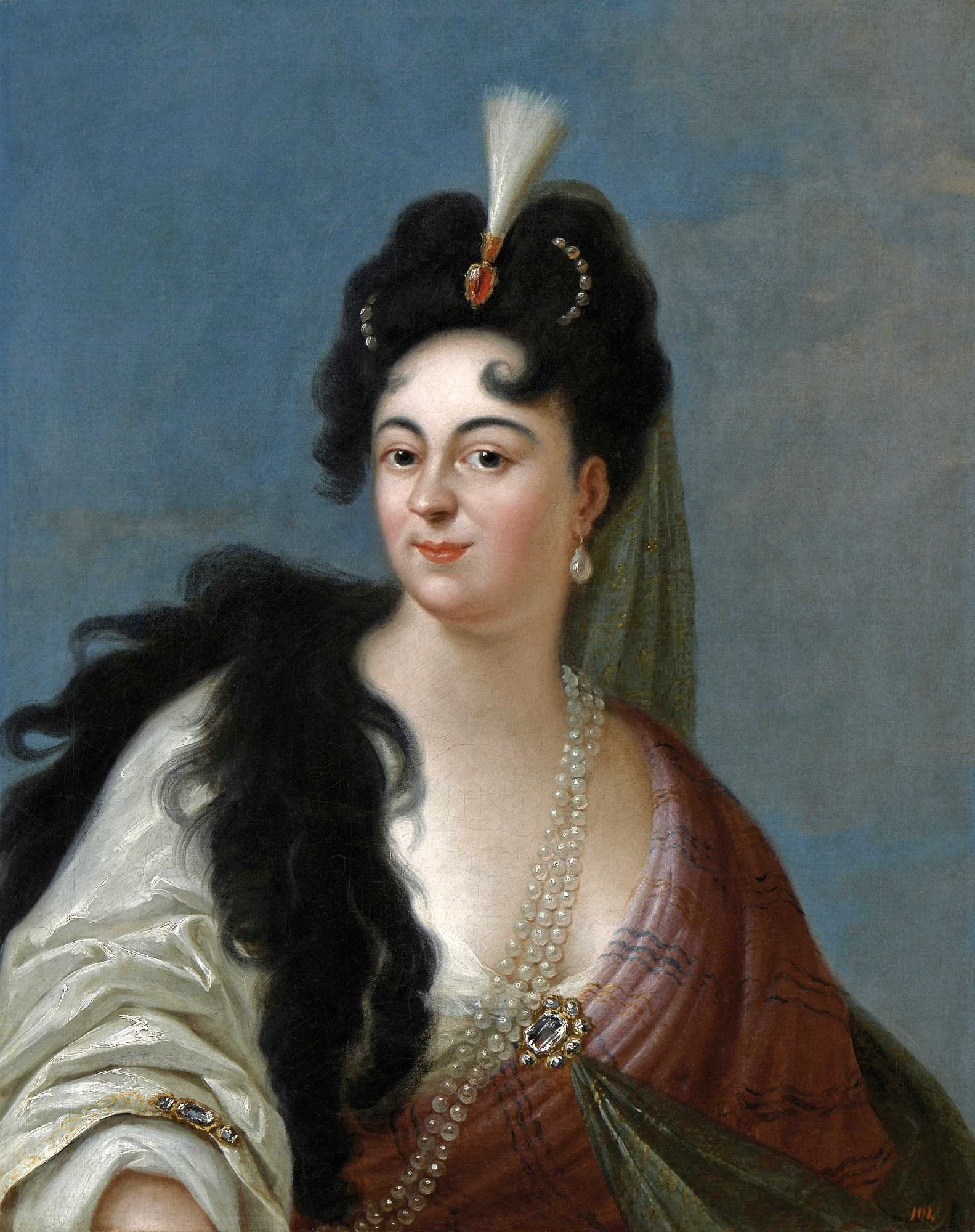
Maria Aurora von Königsmarck

Maria Aurora von Königsmarck (Stade, 28 augustus 1662 - Quedlinburg, 16 februari 1728) was een Zweedse edelvrouwe en was een maîtresse van August II van Polen.

## Biografie
Maria Aurora von Königsmarck werd geboren als de oudste dochter van de Zweedse maarschalk Kurt Christoph von Königsmarck en diens Maria Christina von Wrangel. Na de dood van haar vader in 1673 werd haar moeder het hoofd van de familie en trok de familie door Zweden en Duitsland. In Zweden maakte ze in het hof samen met haar zuster Amalia Wilhelmina deel uit van het toneelgezelschap aldaar dat onder het patronage stond van koningin Ulrika Eleonora van Denemarken. Ook maakte ze deel uit van de intellectuele salon die bestond rond Sophia Elisabet Brenner.
Na de dood van haar moeder in 1691 verliet Maria Aurora von Königsmarck Zweden. Ze verbleef eerst enkele jaren in Hamburg, voor ze doorreisde naar Dresden om haar vermiste broer Philip Christoph te vinden. Ze probeerde de hulp in te schakelen van August II van Polen. Hierin slaagde ze niet, toch probeerde ze de banden tussen hen aan te halen, al snel groeide Von Königsmarck uit tot zijn eerste maîtresse. De koning verwekte bij haar een kind: Maurits van Saksen. Via hem werd zij betovergrootmoeder van George Sand.
Het duurde echter niet al te lang voordat de koning haar verstootte voor een andere vrouw. Zijn volgende maîtresse kwam uit Von Königsmarcks eigen gevolg: Maria Aurora van Spiegel. In 1702 reisde ze naar Koerland af voor een diplomatieke missie naar koning Karel XII van Zweden. De laatste jaren van haar leven spendeerde ze als abdis van klooster in Quedlinburg, waar zij op 56-jarige leeftijd overleed.